# Sowon, korejské neokonfuciánské akademie
Sowon (korejsky 서원 – sŏwŏn) je označení konfuciánských vzdělávacích institucí nacházejících se v jižní části Korejského poloostrova. Vznikaly od 15. do 19. století za vlády dynastie Čoson. Jednalo se o soukromé subjekty, kde fungovaly souběžně konfuciánský chrám a přípravná škola (gwageo), ve které byly vzdělávány především děti aristokratické třídy. Při výběru místa pro výstavbu akademie a při návrhu rozmístění budov bylo přihlíženo k 3 funkcím, které měl sowon poskytovat: prostor pro učení, respekt k učencům a interakce s okolním prostředím. Nacházejí se tedy většinou v blízkosti hor a vodních pramenů, aby mohly povzbuzovat mezi studenty úctu k přírodě a formovat mysl a tělo.

## Světové dědictví UNESCO
V roce 2019 bylo devět akademií zapsáno na seznam světového kulturního dědictví UNESCO pod název „Sowon, korejské neokonfuciánské akademie“ jako jedinečný důkaz kulturních tradící neokunfucianismu v Koreji, vzdělávacího způsobu a společenských praktik. Některé z nich jsou stále v provozu. Sowon ilustruje historický proces příchodu konfucianismu z Číny do Koreje, kde byl přizpůsoben místním podmínkám. Akademie jsou výjimečným svědectvím tohoto transformačního a lokalizačního procesu z hlediska územního plánování a architektury.
Akademie jsou rozprostřeny po celém území Jižní Koreje.
| Akademie                  | Provincie          | Poloha                            |
| ------------------------- | ------------------ | --------------------------------- |
| sowon Sosu (소수서원)     | Severní Kjongsang  | 36°55′32″ s. š., 128°34′48″ v. d. |
| sowon Namgje (남계서원)   | Jižní Kjongsang    | 35°32′56″ s. š., 127°47′ v. d.    |
| sowon Pjŏngsan (병산서원) | Severní Kjongsang  | 36°32′26″ s. š., 128°33′10″ v. d. |
| sowon Oksan (옥산서원)    | Severní Kjongsang  | 36°0′42″ s. š., 129°9′48″ v. d.   |
| sowon Tosan (도산서원)    | Severní Kjongsang  | 36°43′38″ s. š., 128°50′36″ v. d. |
| sowon Pchiram (필암서원)  | Jižní Čolla        | 35°18′38″ s. š., 126°45′6″ v. d.  |
| sowon Todong (도동서원)   | Tegu               | 35°42′3″ s. š., 128°22′19″ v. d.  |
| sowon Musŏng (무성서원)   | Severní Čolla      | 35°36′7″ s. š., 126°59′1″ v. d.   |
| sowon Tonam (돈암서원)    | Jižní Čchungčchong | 36°12′33″ s. š., 127°10′51″ v. d. |

## Fotogalerie

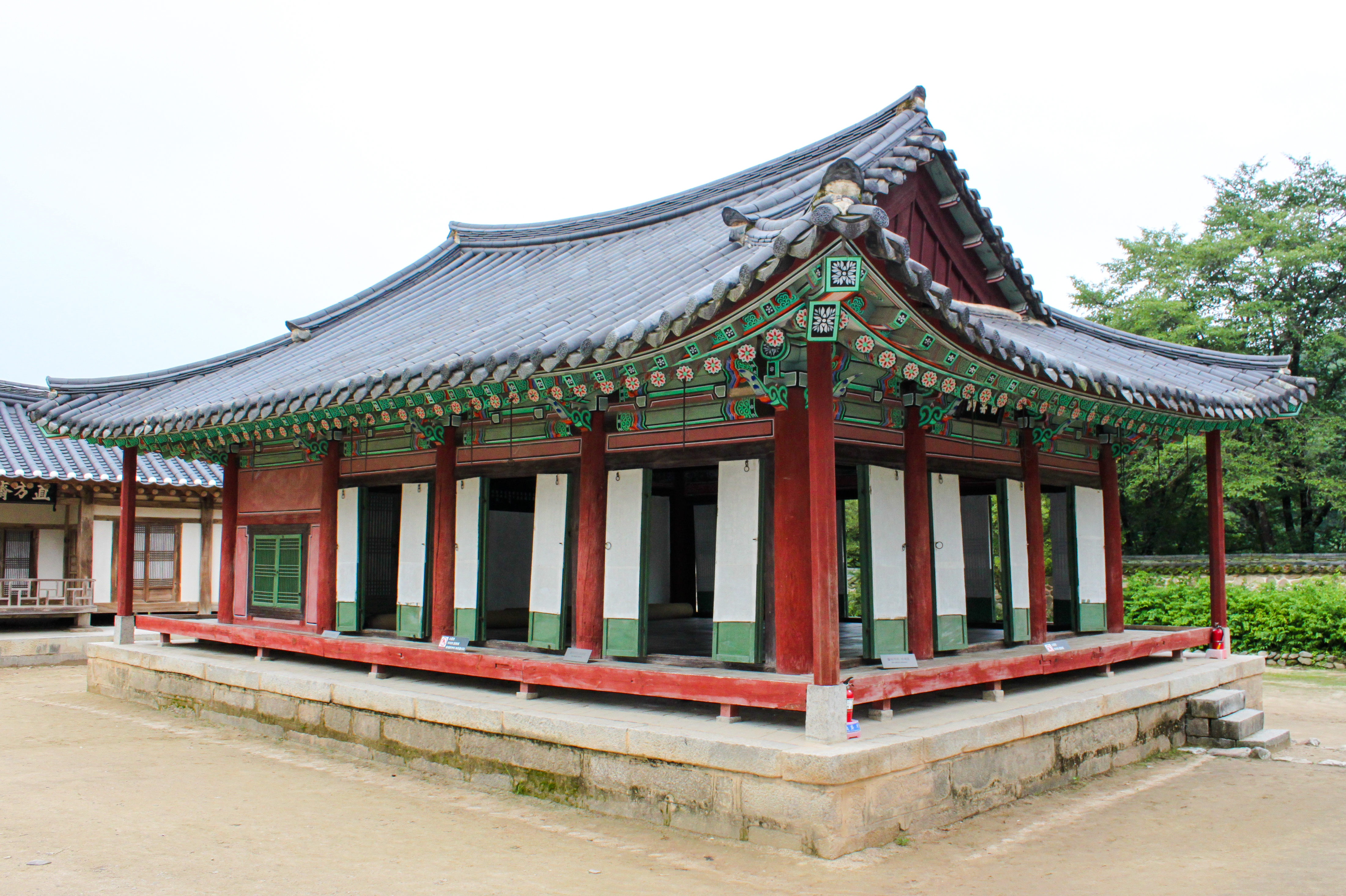
sowon Sosu
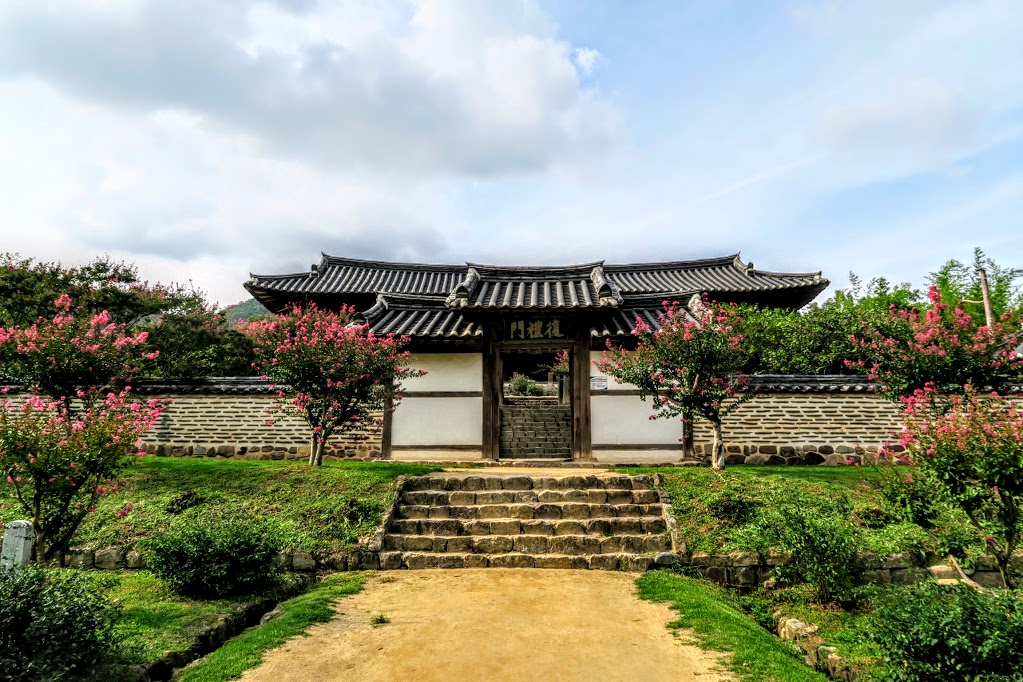
sowon Pjŏngsan
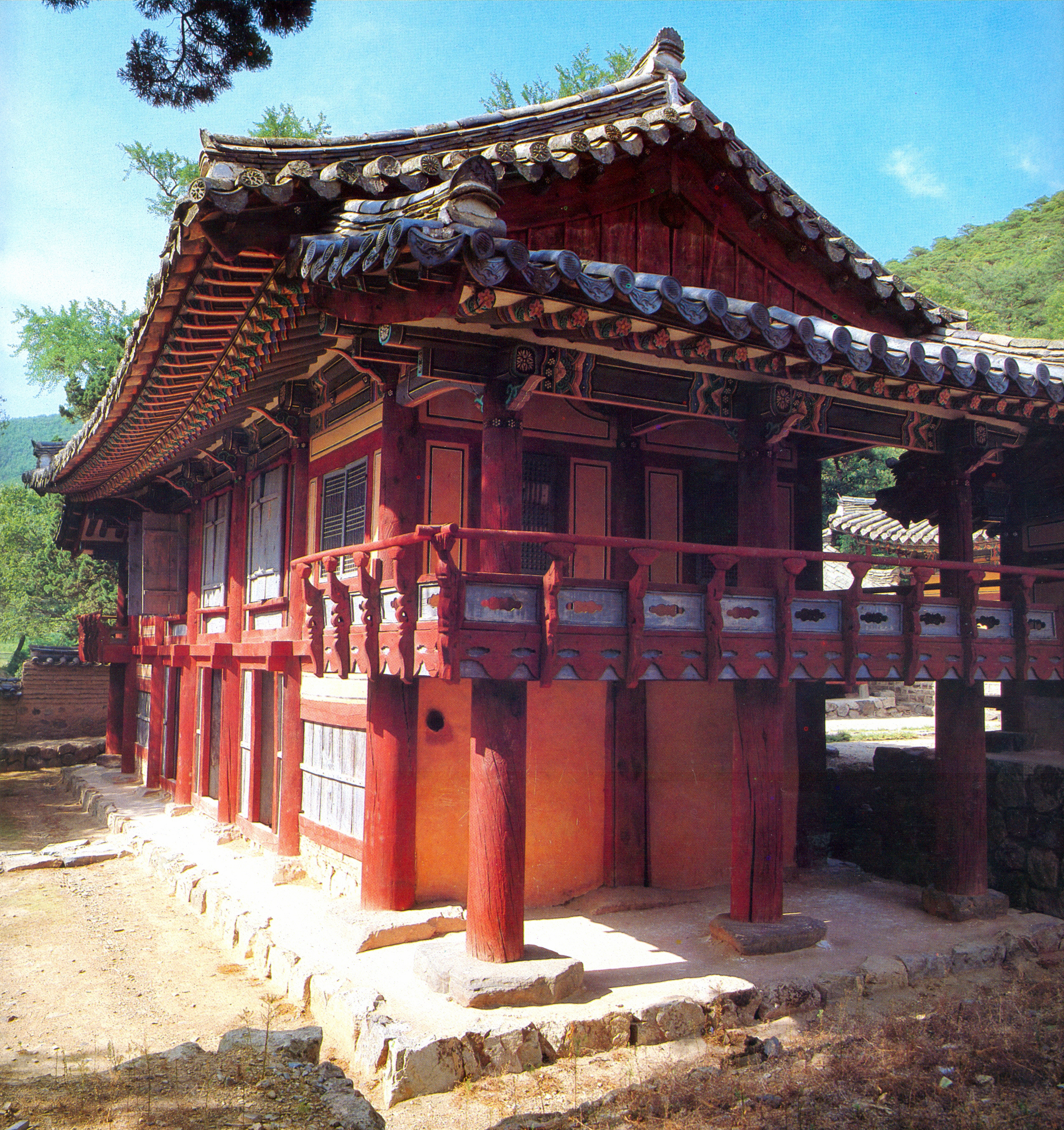
sowon Oksan
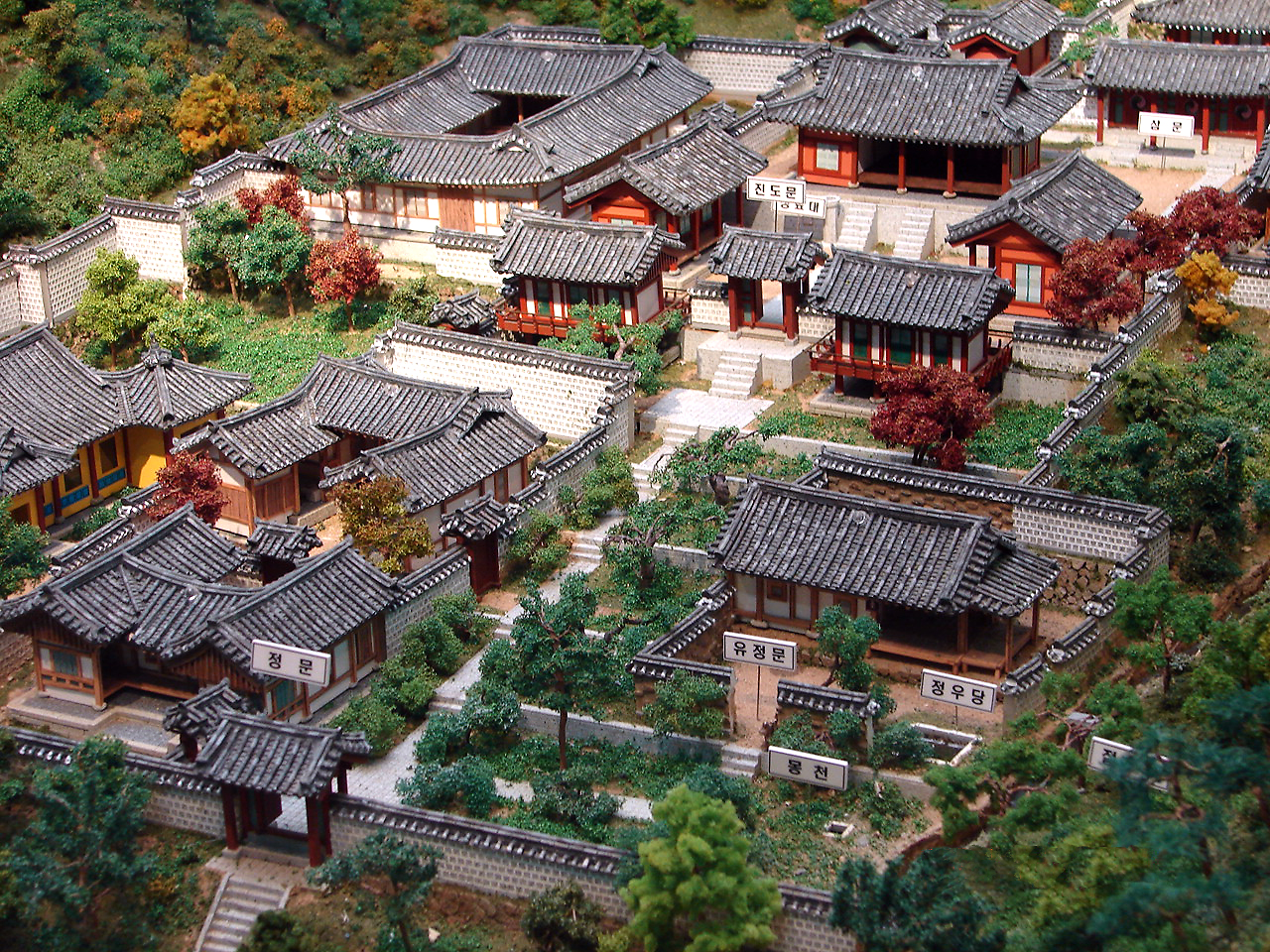
sowon Tosan
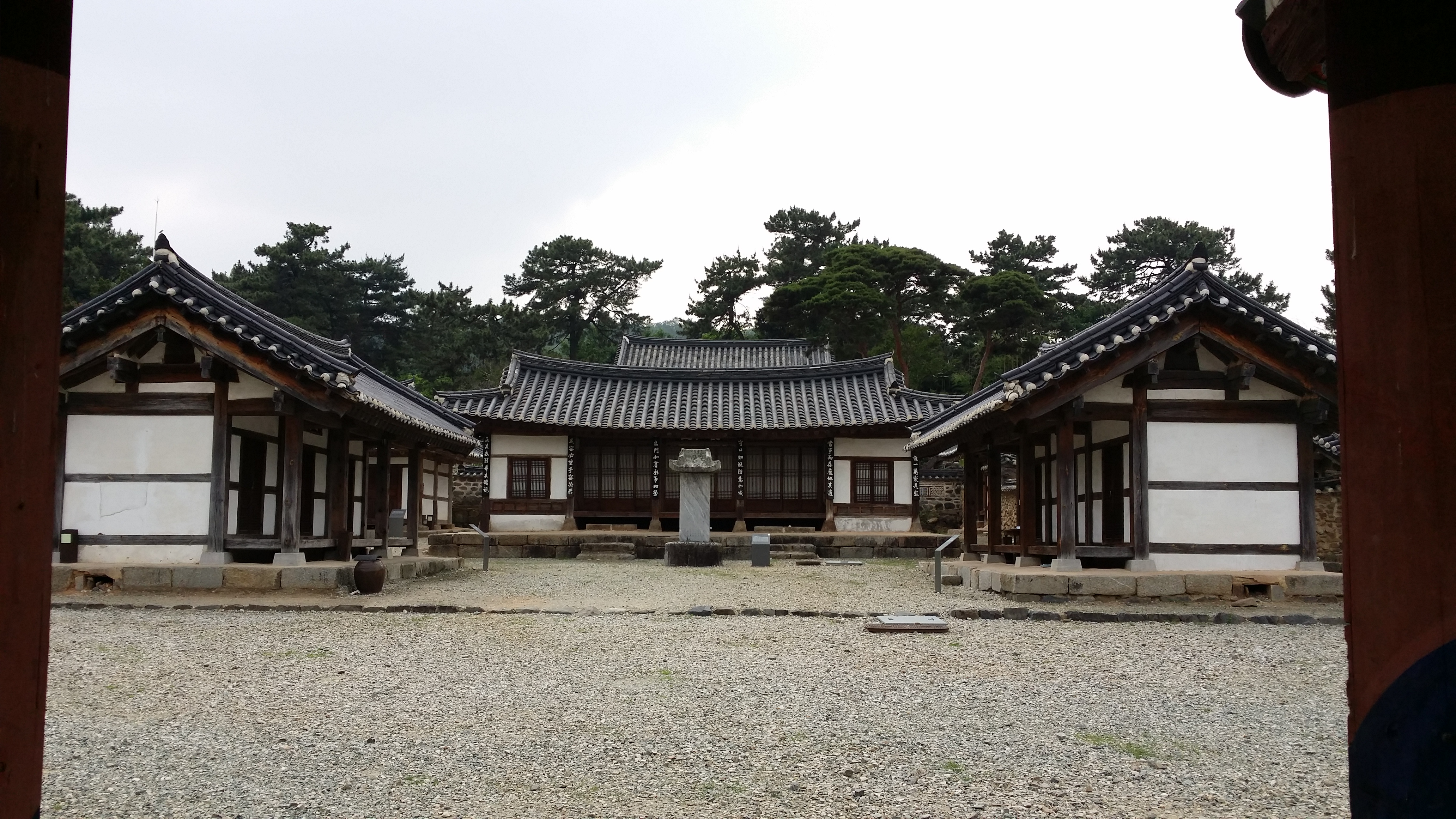
sowon Tonam